# Bisdom N'Dali

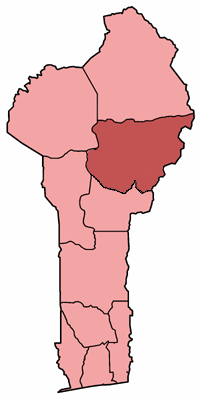
Het bisdom binnen Benin

Het Bisdom N'Dali (Latijn: Dioecesis Ndaliensis) is een rooms-katholiek bisdom in N'Dali (Benin). Het maakt onderdeel uit van de kerkprovincie Parakou en werd opgericht in 1999.
Het bisdom heeft een oppervlakte van 21.650 km² en beslaat het noorden van het departement Borgou, meer bepaald de gemeenten N'Dali, Bembèrèkè, Kalalé, Nikki, Pèrèrè en Sinendé. In 2021 telde het bisdom ongeveer 138.000 katholieken op een totale bevolking van 613.000, of 22,6% van de bevolking. De meerderheid van de bevolking is er moslim. Het bisdom telde in 2021 15 parochies bediend door 9 diocesane priesters.

## Geschiedenis
Een eerste katholieke missiepost werd geopend in 1899 in Pèrèrè. Op 22 december 1999 werd het bisdom opgericht. Het gebied viel voorheen onder het aartsbisdom Parakou. De kathedraal van N'Dali, gewijd aan de heilige Marcus, werd ingewijd in 2023.

## Bisschoppen
- Martin Adjou Moumouni (1999-)